# 418

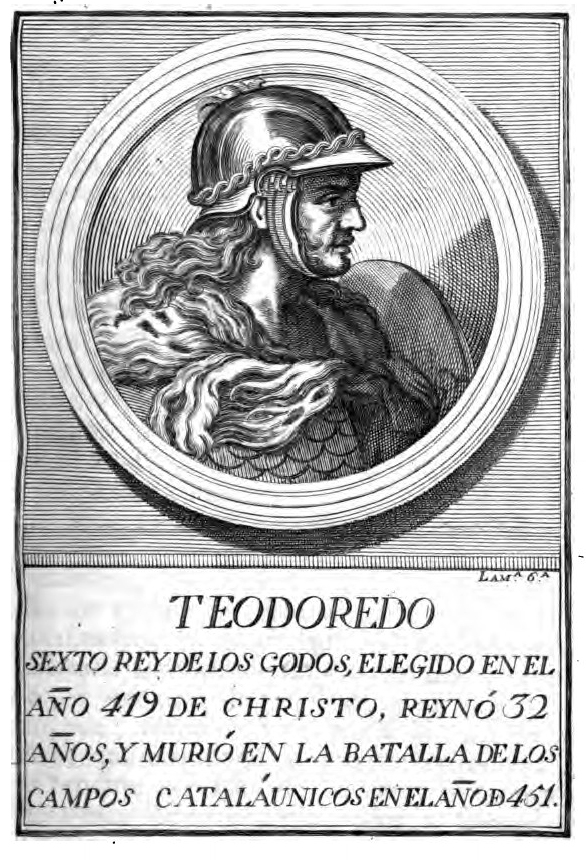
Koning Theoderik I (r. 418-451)

Het jaar 418 is het 18e jaar in de 5e eeuw volgens de christelijke jaartelling.

## Gebeurtenissen

### Europa
- Gotische oorlog in Spanje (416-418) eindigt. Keizer Honorius geeft de Visigoten toestemming zich te vestigen in West-Gallië. Koning Wallia sticht het Visigotische koninkrijk in Aquitanië en maakt Toulouse de nieuwe hoofdstad van zijn rijk. De Goten worden als foederati (bondgenoten) opgenomen in het West-Romeinse Rijk.
- Theoderik I (r. 418-451) volgt zijn broer Wallia op als koning van de Visigoten. Tijdens zijn bewind vergroot hij zijn militaire invloedssfeer in Gallië en het Iberisch Schiereiland.
- 7 juli - Germanus wordt ingewijd tot bisschop van Auxerre. Hij sticht in Bourgondië aan de oevers van de Yonne een kloostergemeenschap.

### Italië
- Paus Bonifatius I (r. 418-422) volgt Zosimus op als de 42e paus van Rome. Honorius wordt gevraagd te bemiddelen in het conflict tussen Bonifatius en Eulalius die tot tegenpaus is gekozen.
- Honorius verbant de predikers Caelestius en Pelagius. Hij begint een vervolging tegen alle aanhangers van het pelagianisme in Italië.

### Religie
- 1 mei - Concilie van Carthago: In een bijeenkomst van 200 bisschoppen bekrachtigt de kerkelijke raad de canon van de Bijbel en wordt op instigatie van Augustinus het pelagianisme veroordeeld.

## Verschenen
- Orosius voltooit zijn boekwerk Historiae adversus paganos. Hierin beschrijft hij de zondeval en beschuldigt de heidenen van de plundering van Rome door Alarik I (waarschijnlijke datum).

## Geboren
- Yuryaku, keizer van Japan (waarschijnlijke datum)

## Overleden
- 22 januari - Gaudentius (90), bisschop van Novara
- Wallia, koning van de Visigoten
- 26 december - Zosimus, paus van de Katholieke Kerk